# Ribeirão da Coroa de Frade
Der Ribeirão da Coroa de Frade ist ein etwa 49 km langer linker Nebenfluss des Rio Paranapanema im Nordwesten des brasilianischen Bundesstaats Paraná.

## Geografie

### Lage
Das Einzugsgebiet des Ribeirão da Coroa de Frade befindet sich auf dem Terceiro Planalto Paranaense (Dritte oder Guarapuava-Hochebene von Paraná).

### Verlauf
Sein Quellgebiet liegt auf der Grenze im Munizip Guairaçá auf 437 m Meereshöhe etwa 4 km östlich des Hauptorts in der Nähe der Rodovia do Café (BR-376).
Der Fluss verläuft in nördlicher Richtung. Er bildet die westliche Grenze von Paranavaí zunächst zu Guairaçá  und dann zu Terra Rica bis zu seiner Mündung. Er mündet auf 254 m Höhe von links in den Rio Paranapanema, der in diesem Bereich von der Rosana-Talsperre aufgestaut ist. Er ist etwa 49 km lang.

### Munizipien im Einzugsgebiet
Am Ribeirão da Coroa de Frade liegen die drei Munizipien Paranavaí, Guairaçá  und Terra Rica.